# Vilmos Vanczák
Vilmos Vanczák (ur. 20 czerwca 1983 w Miszkolcu) – węgierski piłkarz grający na pozycji środkowego lub lewego obrońcy.

## Kariera klubowa
Vanczák urodził się w Miszkolcu i tam też rozpoczął karierę piłkarską w klubie Diósgyőri VTK. W sezonie 1999/2000 zadebiutował w pierwszej lidze węgierskiej, ale był to jego jedyny mecz w lidze. Latem 2000 odszedł do Vasasu Budapeszt, jednak nie wystąpił w żadnym spotkaniu tej drużyny. Z kolei w 2001 został zawodnikiem Újpestu Budapeszt. W sezonie 2001/2002 zdobył Puchar Węgier. Na początku 2003 roku został wypożyczony do Fóti SE, będącego rezerwowym zespołem Újpestu. W sezonie 2003/2004 został wicemistrzem Węgier, a w 2006 roku powtórzył to osiągnięcie.
Latem 2006 Vanczák ponownie trafił na wypożyczenie, tym razem do belgijskiego klubu Sint-Truidense VV. W Eerste Klasse zadebiutował 19 sierpnia ze zremisowanym 2:2 wyjazdowym meczu z FC Bruksela. W całym sezonie rozegrał 30 spotkań ligowych, w których zdoby 4 gole.

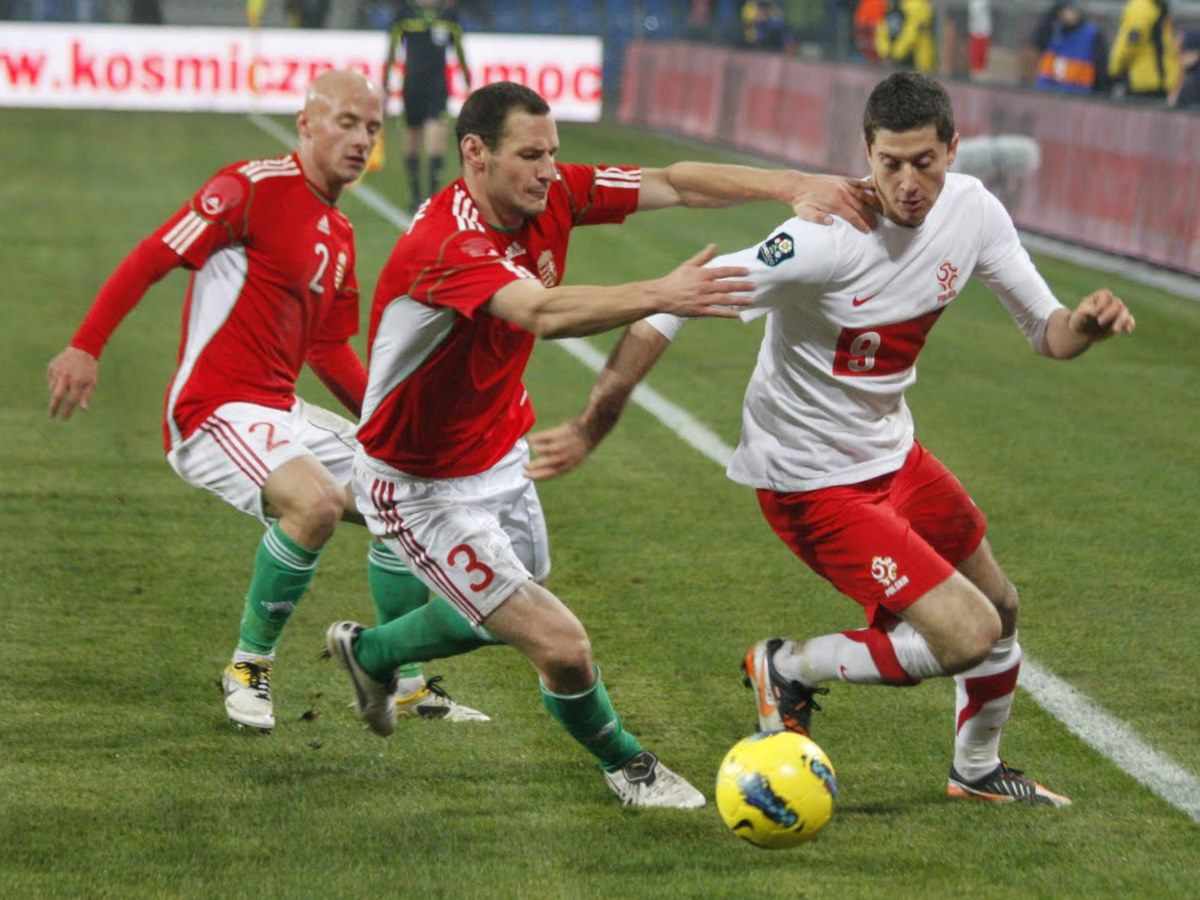
József Varga, Vilmos Vanczák i Robert Lewandowski (15.11.2011)

W 2007 roku Vanczák został sprzedany z Újpestu do szwajcarskiego FC Sion. Swoje pierwsze spotkanie w tym klubie rozegrał 25 lipca w zwycięskim 3:0 spotkaniu z FC Aarau. W sezonie 2007/2008 rozegrał 30 meczów i zdobył dwie bramki. W sezonach 2008/2009, 2010/2011 i 2014/2015 zdobył ze Sionem trzy Puchary Szwajcarii.
W 2016 roku odszedł ze Sionu do Puskás Akadémia FC.
| Sezon   | Klub               | Kraj       | Rozgrywki            | Mecze | Bramki |
| ------- | ------------------ | ---------- | -------------------- | ----- | ------ |
| 1999/00 | Diósgyőri VTK      | Węgry      | Nemzeti Bajnokság I  | 1     | 0      |
| 2000/01 | Vasas SC           | Węgry      | Nemzeti Bajnokság I  | 0     | 0      |
| 2001/02 | Újpest FC          | Węgry      | Nemzeti Bajnokság I  | 3     | 0      |
| 2002/03 | Újpest FC          | Węgry      | Nemzeti Bajnokság I  | 12    | 0      |
| 2002/03 | Fóti SE            | Węgry      | Nemzeti Bajnokság II | 17    | 2      |
| 2003/04 | Újpest FC          | Węgry      | Nemzeti Bajnokság I  | 25    | 1      |
| 2004/05 | Újpest FC          | Węgry      | Nemzeti Bajnokság I  | 25    | 4      |
| 2005/06 | Újpest FC          | Węgry      | Nemzeti Bajnokság I  | 25    | 0      |
| 2006/07 | Sint-Truidense VV  | Belgia     | Eerste klasse        | 30    | 4      |
| 2007/08 | FC Sion            | Szwajcaria | Swiss Super League   | 30    | 2      |
| 2008/09 | FC Sion            | Szwajcaria | Swiss Super League   | 34    | 4      |
| 2009/10 | FC Sion            | Szwajcaria | Swiss Super League   | 31    | 3      |
| 2010/11 | FC Sion            | Szwajcaria | Swiss Super League   | 33    | 5      |
| 2011/12 | FC Sion            | Szwajcaria | Swiss Super League   | 32    | 9      |
| 2012/13 | FC Sion            | Szwajcaria | Swiss Super League   | 31    | 2      |
| 2013/14 | FC Sion            | Szwajcaria | Swiss Super League   | 29    | 3      |
| 2014/15 | FC Sion            | Szwajcaria | Swiss Super League   | 19    | 3      |
| 2015/16 | FC Sion            | Szwajcaria | Swiss Super League   | 15    | 0      |
| 2016/17 | Puskás Akadémia FC | Węgry      | Nemzeti Bajnokság I  |       |        |

## Kariera reprezentacyjna
W reprezentacji Węgier Vanczák zadebiutował 30 listopada 2004 roku w przegranym 0:1 towarzyskim meczu ze Słowacją. Z kadrą narodową występował w eliminacjach do MŚ 2006 i Euro 2008, walczył z nią o awans do MŚ 2010.